# Abul Khayer Mohammed Nurul Islam
A. K. M. Nurul Islam (27 de octubre de 1928 – 1 de julio de 2006) fue un botánico y académico bangladesí. Fue seleccionado como Profesor Nacional de Bangladés en 2006. Fue miembro de la Academia de Bangladés de Ciencias desde 1980 y de la Sociedad Botánica de Bangladés desde 1997.

## Educación
Pasó la matriculación y los exámenes de ciencia intermedia del KD Instituto y Rajshahi College en 1945 y 1947 respectivamente. Ganó su licenciatura por la Rajshahi Universidad de Gobierno en 1949 y la maestría por la Universidad de Daca en 1951. Entonces completó su Ph.D. en fisiología de la Universidad Estatal de Míchigan.

## Carrera
Se unió al Kushtia College como conferenciante en biología y sirvió en los Departamentos de Biología y Botánica de la Universidad de Daca como conferenciante (1952-1962), lector (1962-1972), profesor (1972-1990), profesor supernumerario (1991-2000) y profesor honorario (2001-2006).
Sirvió como presidente de la Sociedad asiática de Bangladés durante 1992 a 1994 y de la Sociedad Botánica de Bangladés durante 1985-1986.

## Obra
Publicó 194 artículos en ficología.
- Estudio de las Algas Marinas de Bangladés (1976)
- Siglos de estudios previstos en Bangladés y Regiones Adyacentes (1991)
- Gachgachali (1976)
- Anaya Kano Sur (1991)
- Quraner Gachpala

## Premios
- Medalla de Oro de la Academia de Bangladés de Ciencias (1993)[5]